# Donald Brinkmann
Donald Brinkmann (* 9. Februar 1909 in Zürich; † 28. August 1963 in Zürich) war ein Schweizer Psychologe und Philosoph.

## Leben
Brinkmann studierte von 1927 bis 1929 an der ETH Zürich und erwarb an der TH Darmstadt den Titel des Dipl.-Ing. (Masch.). 1934 promovierte er an der Universität Zürich zum Dr. phil. mit einer experimentell-psychologischen Untersuchung des Einflusses „der Blendung auf das Erkennen farbiger Lichtsignale“. An derselben Universität wurde Brinkmann Titularprofessor für Philosophie und Psychologie.
1949 nahm Brinkmann am ersten Nationalkongress für Philosophie in Argentinien teil. Er war Mitglied (Mitgliedsnummer 490624) des Vereins Deutscher Ingenieure (VDI).

## Schriften (Auswahl)
- Natur und Kunst. Zürich: Rascher, 1938.
- Probleme des Unbewußten. Zürich: Rascher, 1943.
- Der Anteil der Schweiz an der Entwicklung der Psychologie. Bern: Huber, 1944.
- Das Wesen des musikalischen Gegenstandes. Eigenverlag (Zürich, Dunantstr. 2: Prof. Dr. D. Brinkmann), 1945.
- Mensch und Technik. Bern: Francke, 1946.
- Mit Ernst Boller und Emil J. Walter: Einführung in die Farbenlehre. Bern: Francke, 1947.
- Augustin Hirschvogel und Paracelsus. Klagenfurt: Geschichtsverein f. Kärnten, 1957.
- Georg Büchner als Philosoph. Viernheim: Verlag Viernheim, 1958.